# Gymnasium Oberhaching
Das Gymnasium Oberhaching ist ein sprachliches und naturwissenschaftlich-technologisches Gymnasium in Oberhaching im Landkreis München.
Es wurde im Jahr 1977 gegründet und sollte ursprünglich Abt-Petto-Gymnasium (nach Abt Petto) genannt werden. Wegen der Assoziation zu einem christlichen Gymnasium regte sich Widerstand, weshalb das Gymnasium seit seiner Gründung Gymnasium Oberhaching heißt.

## Konzept
Offener Umgang miteinander, wissenschaftliche Neugier und die Freude daran, Neues auszuprobieren, gelten für die Schule als Eckpfeiler einer partnerschaftlichen Zusammenarbeit. Das Gymnasium  will im Zusammenwirken von Schülern, Eltern und Lehrkräften Wissensvermittlung, Kultur, Sozialkompetenz, Verantwortungsfreudigkeit und Vorbereitung auf ein Studium oder eine berufliche Ausbildung in den Mittelpunkt der Arbeit stellen, mit dem Ziel der Herausbildung selbständiger, eigenverantwortlicher, kreativer Persönlichkeiten, geprägt von Toleranz und Völkerverständigung.
Am Gymnasium Oberhaching wurden im Schuljahr 2023/24 904 Schüler unterrichtet. In der 6. Klasse entscheidet man sich für eine Ausbildungsrichtung. Zur Auswahl stehen dabei der „sprachliche Zweig“ und der „naturwissenschaftlich-technologische Zweig“.
2023 wurde das Gymnasium als „Digitale Schule der Zukunft“ (DSDZ) ausgezeichnet.
Eine Besonderheit der Schule ist der Begabungsstützpunkt zur Hochbegabtenförderung. Hochbegabte Schüler können hier bei herausragenden Leistungen an Förderkursen teilnehmen. Die Teilnahme ist auch externen Schülern möglich.
| Sprachlicher Zweig                       | Naturwissenschaftlich-technologischer Zweig |
| ---------------------------------------- | ------------------------------------------- |
| Englisch ab 5. Klasse                    | Englisch ab 5. Klasse                       |
| Latein ab 6. Klasse                      | Französisch/Latein ab 6. Klasse             |
| Informatik ab 6. Klasse                  | Informatik ab 6. Klasse                     |
| Französisch ab 8. Klasse                 | Informatik ab 9. Klasse                     |
| Chemie ab 9. Klasse                      | Chemie ab 8. Klasse                         |
| Spanisch ab 11. Klasse (nicht notwendig) | Spanisch ab 11. Klasse (nicht notwendig)    |

### Aktivitäten
Es werden folgende Klassenfahrten unternommen:
| Jahrgangsstufe  | Klassenfahrten                              |
| --------------- | ------------------------------------------- |
| 6. Klasse       | Schullandheim, Bayerischer Wald, Waldhäuser |
| 7. Klasse       | Skilager                                    |
| 9. Klasse       | Besinnungstage                              |
| 10. Klasse      | Studienfahrt nach Berlin                    |
| Fachexkursionen | z.B.Gletschererkundung                      |

Zudem werden Schüleraustausche angeboten.